# Стејлингс (Северна Каролина)
Стејлингс (енгл. Stallings) град је у америчкој савезној држави Северна Каролина.

## Демографија
По попису из 2010. године број становника је 13.831, што је 10.642 (333,7%) становника више него 2000. године.
| Група             | 2000.         | 2010.          |
| Белци             | 2.760 (86,5%) | 11.671 (84,4%) |
| Афроамериканци    | 248 (7,8%)    | 776 (5,6%)     |
| Азијати           | 11 (0,3%)     | 318 (2,3%)     |
| Хиспаноамериканци | 117 (3,7%)    | 798 (5,8%)     |
| Укупно            | 3.189         | 13.831         |